# Bythinella gloeeri
Bythinella gloeeri е вид коремоного от семейство Amnicolidae. Видът е критично застрашен от изчезване.

## Разпространение
Разпространен е в България.